# Seankî, Turka
Seankî (în ucraineană Сянки) este localitatea de reședință a comunei Seankî din raionul Turka, regiunea Liov, Ucraina.

## Demografie
Componența lingvistică a localității Seankî
     Ucraineană (99,66%)
     Alte limbi (0,17%)
Conform recensământului din 2001, majoritatea populației localității Seankî era vorbitoare de ucraineană (99,66%), existând în minoritate și vorbitori de alte limbi.